# 30534 Holler
30534 Holler este o planetă minoră (asteroid), cu un diametru de 16,397 km, din centura de asteroizi. A fost descoperită pe 17 iulie 2001 la Stația Anderson Mesa de Lowell Observatory Near-Earth-Object Search. 
Obiectul prezintă o orbită caracterizată de o semiaxă mare de 3,1114201 UAi, o excentricitate de 0,13, o înclinație de 11,82518 ° în raport cu ecliptica.